# Angostura alipes
Angostura alipes, és una espècie d'arbre pertanyent a la família de les rutàcies. És un endemisme d'Equador.

## Descripció
És un arbre endèmic de les terres baixes amazòniques d'Equador. Coneguda a partir de dues mostres obtingudes recentment en el camí construït de Petro-Canada, a la Via Auca, a uns 115 km al sud de Coca, prop del riu Tigüino. Ambdues estan dins de la Reserva Ètnica Huaorani. Probablement es produeix en una àrea més gran de la Amazonía equatoriana, però els inventaris botànics intensius al proper Parc Nacional Yasuní no n'haa detectat cap fins avui. A part de la destrucció de l'hàbitat, no es coneixen amenaces concretes.

## Taxonomia
L'Angostura alipes va ser descrita per Kallunki i publicada al Kew Bulletin 53(2): 261–263, f. 1G–J, l'any 1998.